# Wanberg gård

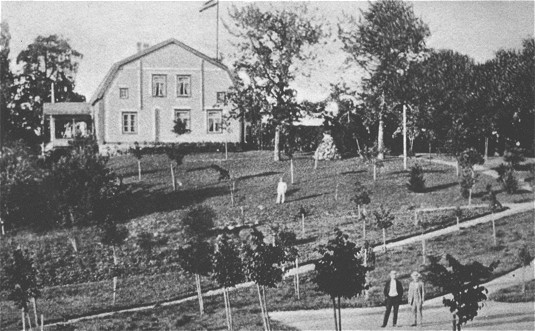
Wanberg gård i början av 1900-talet.

Wanberg gård eller Vaanila gård (finska: Vaanilan kartano) är ett gammalt rusthåll i Lojo i det finländska landskapet Nyland. Wanberg gård ligger vid sjön Hiidenvesi.

## Historia
Wanberg gård bildades på 1600-talet av rusthållaren Henrik Henriksson Vanberg. Wanberg bildades av fem mindre hemman men Bergvik och Jakobsberg var huvudgårdar. Mellan åren 1701 och 1864 ägdes gården av släkten Forsman. Efter det har gården ägds av bland annat släkter Baer, Hammar och Bergroth. År 1879 köpte kommunalrådet Carl Heitmann gården. Heitmann grundade Wanbergs sanatorium på gårdens mark.
Wanberg gårds huvudbyggnad har antagligen byggts redan på 1700-talet.